# Cyphosperma tanga
Espèce
Synonymes
- Taveunia tanga H.E.Moore[1]

Statut de conservation UICN

 CR B1ab(iii,v) : 
En danger critique
Cyphosperma tanga est une espèce de plantes de la famille des Arecaceae.

## Publication originale
- Principes 21(2): 88. 1977.